# Eulemur rubriventer
Il lemure dal ventre rosso (Eulemur rubriventer (I. Geoffroy, 1850)) è una specie di lemure endemica del Madagascar.

## Descrizione

### Dimensioni
Questi animali misurano circa un metro di lunghezza totale, di cui oltre la metà è rappresentata dalla coda. Il peso varia fra 1,6 e 2,5 kg.

### Aspetto

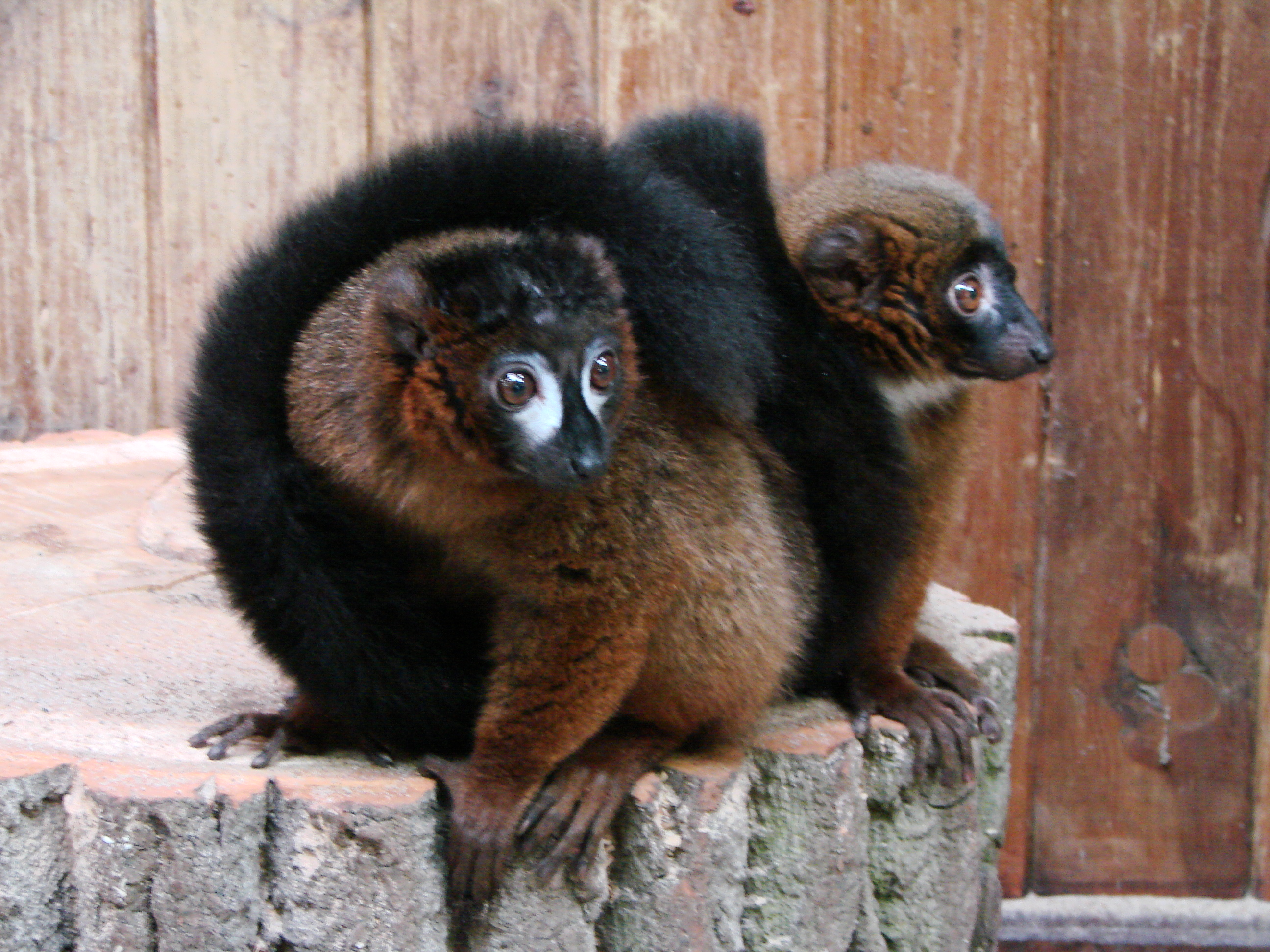
Due esemplari allo zoo di Breslavia

La specie presenta spiccato dimorfismo sessuale, sotto forma di dicromatismo: il maschio ha il pelo del dorso lanoso e di colore bruno-nocciola intenso, che sul ventre diventa più chiaro e tendente al rossiccio (da qui il nome comune della specie), mentre nella femmina il pelo ventrale è bianco-crema.

Ambedue i sessi hanno la coda ed il volto di colore nero e presentano dei disegni facciali bianchi, che nella femmina sono meno estesi rispetto a quelli del maschio, in particolar modo le "lacrime" bianche sotto gli occhi.

I maschi delle zone settentrionali dell'areale hanno solitamente il ventre di un colore più tendente al rosso, rispetto a quelli della zona meridionale.

## Biologia

### Comportamento
Tendono a formare gruppi di una decina d'individui che si costituiscono a partire da coppie monogame e si muovono in territori di 10-14 ettari.

Presentano periodi di attività e di riposo alternati durante le 24 ore.

### Alimentazione
Generalmente ritenuto un frugivoro, al pari dei congeneri, integra tuttavia la dieta con consistenti quantità di foglie, nettare e fiori: si è ben adattato a mangiare anche cibi introdotti dall'uomo, come la guava ed il tamarindo.

### Riproduzione
Si registra un picco delle nascite fra ottobre e novembre: ogni femmina partorisce un unico piccolo, che si aggrappa alla madre ed al padre alternativamente per il primo mese di vita. Passato questo periodo, solitamente la madre rifiuta di continuare a trasportare il cucciolo, mentre il padre continua a portarlo in giro per altri due mesi.

### Speranza di vita
Questi lemuri vivono in cattività oltre i 25 anni: è quindi probabile che in natura non oltrepassino i 20 anni di vita.

## Distribuzione e habitat
Questi lemuri vivono nella striscia di foresta che dal massiccio dello Tsaratanana va a sud fino al fiume Manampatrana, nella zona orientale del Madagascar.
Condividono l'habitat con numerose specie congeneri: nella zona più settentrionale coabitano col lemure dalla testa bianca (Eulemur albifrons), nella zona centrale col lemure bruno (E. fulvus), a sud col lemure dalla fronte rossa (E. rufus) ed in parte col lemure dalla testa nera (E. cinereiceps).
Preferiscono le zone di vegetazione sempreverde tropicale, dove vivono nella fascia oltre i 20 m d'altezza.

## Tassonomia
Fino a tempi recenti, erano considerati una sottospecie di Eulemur fulvus, col quale condividono parte dell'areale: recenti analisi del DNA hanno appurato che (così come altre ex-sottospecie di lemure bruno) si tratta di una specie a sé stante.

## Conservazione
La IUCN Red List classifica Eulemur rubriventer come specie vulnerabile.
Questa specie è protetta all'interno di diverse riserve naturali tra cui il Parco nazionale di Andringitra, il Parco nazionale di Andasibe-Mantadia, il Parco nazionale di Marojejy, il Parco nazionale di Ranomafana e il Parco nazionale di Zahamena.